# Anticicló de les Açores

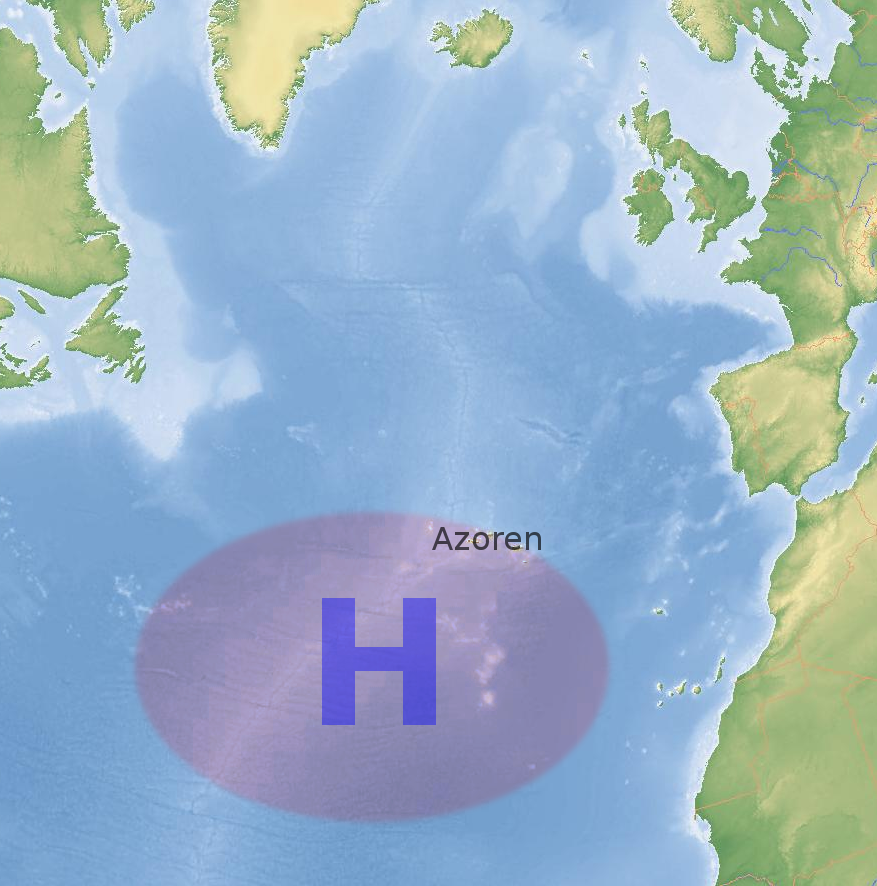
localització típica de l'anticicló de les Açores

L'anomenat popularment Anticicló de les Açores (també conegut com l' Anticicló de les Bermudes en els Estats Units) és un anticicló dinàmic situat, normalment, en el centre de l'Atlàntic Nord, a l'altura de les illes Açores. El sistema influeix en el temps i els patrons climàtics de vastes àrees d'Àfrica del Nord i Europa, especialment a l'estiu, tot i que excepcionalment també pot exercir la seva influència a la tardor i la primavera, i fins i tot a l'hivern. En aquest cas el centre de l'anticicló se sol situar en el centre del mar Cantàbric, provocant hiverns secs i temperats. L'aridesa del Desert del Sàhara i de la conca mediterrània és deguda a la subsidència d'aire en el sistema. És el centre que indueix sobre Europa, en general, i sobre Espanya, en particular, temps sec, assolellat i calorós durant l'estiu.
A l'estiu, la pressió atmosfèrica està al voltant dels 1024 mil·libars (hPa), i es mou cap a la península Ibèrica, provocant una cresta a França, al nord d'Alemanya i al sud-est del Regne Unit. Això porta un temps calent i sec en aquestes àrees. En els anys que l'Anticicló de les Açores està ben desenvolupat, s'estén cap a l'oest fins a les Illes Bermudes, i comença a influir en el temps de l'est dels Estats Units.